# Ana de Bretaña
Ana de Bretaña (Nantes, 25 de enero de 1477-9 de enero de 1514) fue duquesa titular de Bretaña y dos veces reina consorte de Francia. Tiene la distinción de haber sido la única mujer en ser reina consorte de Francia dos veces. Durante las guerras italianas, Ana se convirtió también en reina consorte de Nápoles y duquesa consorte de Milán (1499-1500).

## Primeros años
Ana nació el 25 de enero de 1477 en Nantes, en el ducado de Bretaña, como hija y única heredera del duque Francisco II de Bretaña y de la infanta navarra Margarita de Foix. Tenía solo 11 años en el momento en que murió su padre, pero ya era una heredera codiciada debido a la posición estratégica de Bretaña. Su padre fue el último hombre de la casa de Montfort. En este período, la ley de sucesión no estaba clara, pero antes de la Guerra de Sucesión Bretona operaba principalmente de acuerdo con la ley semisálica, es decir, las mujeres podrían heredar, pero solo si la línea masculina se hubiera extinguido. La falta de un heredero masculino dio lugar a la amenaza de una crisis dinástica en el ducado, o su paso directamente al dominio real. Para evitar esto, Francisco II hizo que Ana fuera reconocida oficialmente como su heredera por los Estados de Bretaña el 10 de febrero de 1486. Sin embargo, el tema de su matrimonio seguía siendo una cuestión diplomática.
Es probable que recibiese la educación de una joven noble de su tiempo. Aprendió a leer y escribir en francés, tal vez un poco de latín. Contrariamente a lo que se dice, es poco probable que aprendiese griego y hebreo. Su institutriz fue Françoise de Dinan, condesa de Laval. Su mayordomo fue el poeta Jean Meschinot (desde 1488 hasta la muerte de este último en 1491). Podría haberle enseñado baile, canto y música.

## Características personales

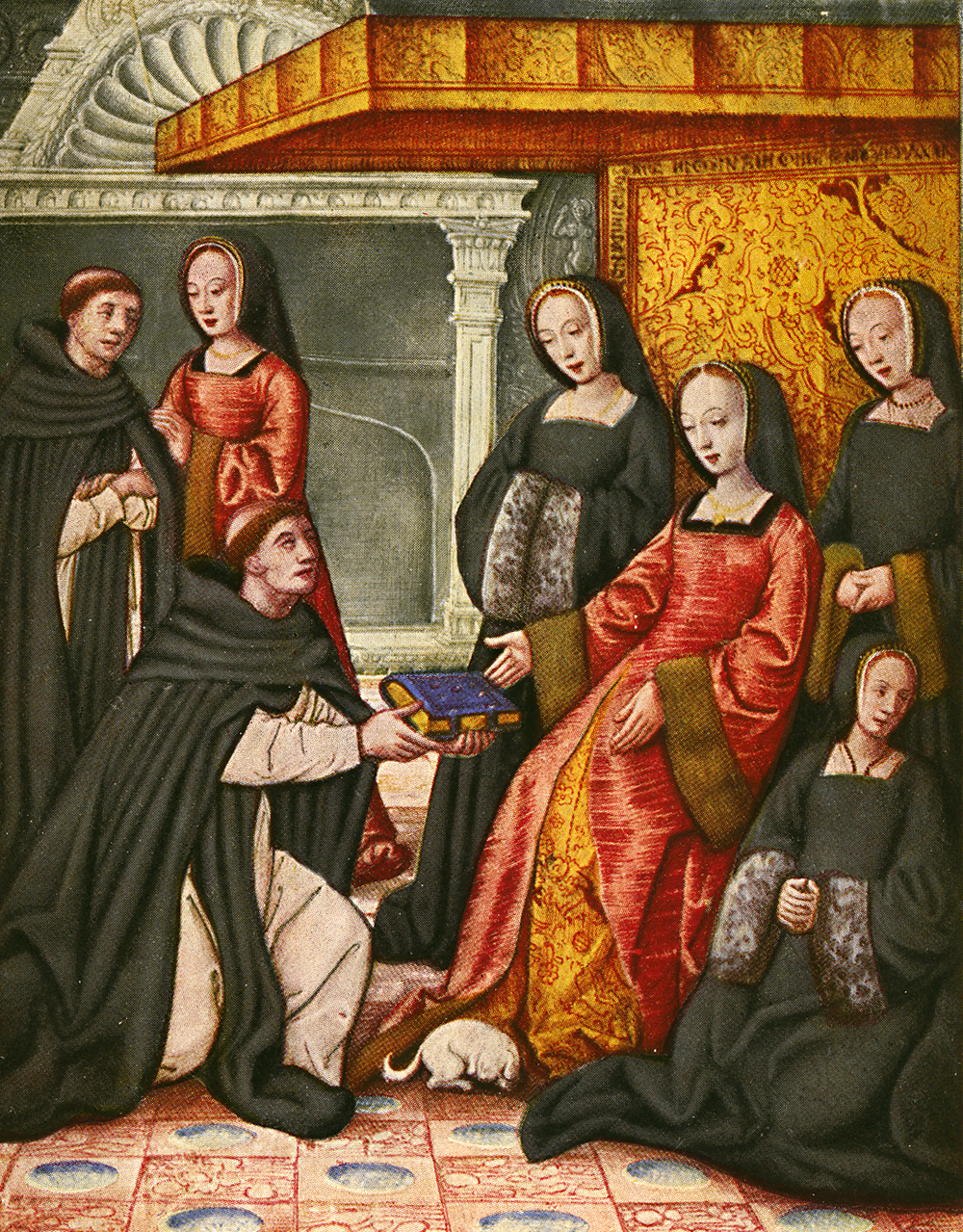
La reina Ana recibe un libro en alabanza de mujeres famosas, obra de Jean Perréal

Ana era una mujer muy inteligente, que dedicó gran parte de su tiempo a la administración de Bretaña. Fue descrita como astuta, orgullosa y altiva en sus modales. Hizo obra de su vida la salvaguardia de la autonomía de Bretaña y la preservación del ducado fuera de la Corona francesa, a pesar de que el objetivo sería consolidarlo, falló poco después de su muerte.
Ana también fue una mecenas de las artes y disfrutaba de la música. Una creadora prolífica de tapices, es muy probable que los tapices unicornio ahora en el Museo Cloisters de Nueva York fueran encargados por ella con motivo de la celebración de su boda con Luis XII. También encargó un libro de manuscritos franceses (un libro de horas), conocido como Grandes horas de Ana de Bretaña. Asimismo instituyó criadas de honor de la reina en la corte.
Una de las piernas de Ana era más corta que la otra, por lo que cojeaba. Para solucionar el problema, llevaba un tacón más alto en un zapato.
Ana tenía una caja de piedras preciosas. Al azar solía elegir una y la ofrecía a sus visitantes.[cita requerida]
Era una madre devota, pasaba el tiempo tanto como le era posible con sus hijos. A su hijo, Carlos Orlando, le encargó un libro de oraciones, destinado a ser utilizado para enseñarle a orar, y como guía para el futuro rey de Francia; por desgracia, Carlos Orlando murió en 1495, y su otro hijo no vivió más de un par de semanas.
Al casarse con Carlos VIII, a los 14 años, Ana fue descrita como una chica joven y de mejillas sonrosadas; en el momento de su matrimonio con Luis, a los 22 años, después de siete embarazos sin hijos sobrevivientes, fue descrita como de cara pálida. Al final de su vida, a los 36, había estado embarazada 14 veces, con siete de sus niños muertos. De los siete restantes, solo dos sobrevivieron a la infancia.

## La cuestión del compromiso
Ana de Bretaña era un "atractivo premio" al que no le faltaron pretendientes.

### Con Eduardo V de Inglaterra
En 1481 Ana fue prometida oficialmente en matrimonio con Eduardo V de Inglaterra, hijo de Eduardo IV. En 1483, sin embargo, este desapareció, presuntamente asesinado en la Torre de Londres, y fue dado por muerto poco después de que falleciera su padre.

### Otras ofertas
Francisco II, temiendo la presencia de enemigos cerca de sus territorios a causa de la soltería de la duquesa, optó por defender su posición por medio de la guerra. Mientras el padre de Ana barajaba aliarse con los diferentes candidatos, entre los cuales había varios príncipes de Europa y reyes
- Enrique VII de Inglaterra (1457-1485-1509), entonces detenido en Gran Bretaña, aunque el matrimonio no le interesaba.
- Maximiliano I de Austria, rey de Germania y archiduque de Austria, futuro emperador romano germánico (1449-1508-1519), viudo de María de Borgoña, heredera de Carlos el Temerario.
- Alano de Albret, señor de Gasconia (1440-1522), hijo de Catalina de Rohan, el esposo de Francisca de Blois-Penthièvre (por lo tanto posible heredero), primo y aliado de Francisco II.
- Luis, duque de Orleans, primo hermano del rey Carlos VIII y el futuro rey Luis XII (1462-1498-1515), aunque él ya estaba casado con Juana de Francia.
- Juan de Chalons, príncipe de Orange (1443-1502), sobrino de Francisco II (nieto de Richard d'Etampes) y heredero del ducado después de Ana e Isabel.
- Vizconde Juan II de Rohan, otro heredero, propuso, con el apoyo del mariscal Rieux, el doble matrimonio de sus hijos Francisco y Juan con Ana y su hermana Isabel, pero Francisco II se opuso.

En 1488, sin embargo, las tropas de Francisco II de Bretaña fueron derrotadas en la batalla de Saint-Aubin-du-Cormier, intentando poner fin a la guerra entre Bretaña y Francia. En el Tratado de Sablé, que concluyó en acuerdo de paz, el duque se vio obligado a aceptar cláusulas que estipulaban que sus hijas no iban a casarse sin la aprobación del rey de Francia. Francisco murió poco después, el 9 de septiembre de 1488, debido a una caída del caballo. Ana se convirtió en duquesa, y Bretaña se hundió en una nueva crisis, que llevaría a la última guerra franco-bretona.

## Primer matrimonio con Maximiliano I de Austria

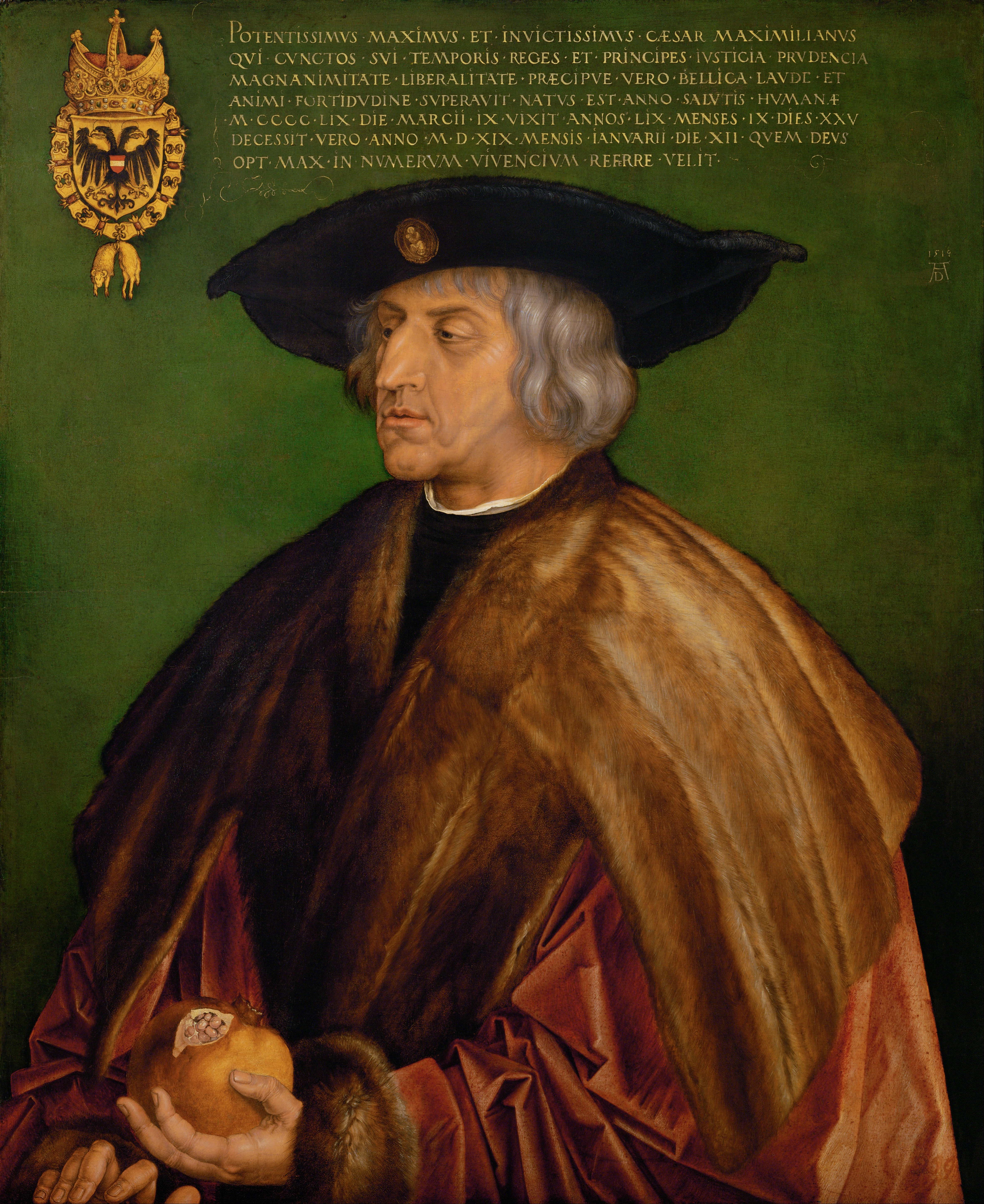
Maximiliano I de Austria

Al morir su padre en un accidente de caballo sin haber descendientes varones, tuvo que asumir el título de duquesa de Bretaña. Su primer paso fue asegurarse un marido; este debía ser preferentemente contrario a la unión con Francia y lo suficientemente poderoso como para mantener la independencia bretona. Maximiliano I de Austria fue considerado el candidato más adecuado para sus planes. Su matrimonio por poderes tuvo lugar en Rennes el 19 de diciembre de 1490, lo cual le confirió el título de reina de Romanos, pero demostró tener serias consecuencias.
Francia se lo tomó como una provocación: no sólo violaba el tratado de Sablé, puesto que el rey de Francia no había dado su consentimiento, sino que además ponía el gobierno de Bretaña en manos de un enemigo de Francia. Por otra parte, el enlace se llevó a cabo en una mala época: los Habsburgo estaban demasiado ocupados luchando en dos frentes, Hungría por el este y Granada por el oeste, como para dedicarle la atención debida a Bretaña. Aunque tanto Castilla como Inglaterra enviaron unas pocas tropas de refuerzo al ducado, ninguna deseaba verdaderamente entrar en guerra abierta con Francia. La primavera de 1491 trajo una nueva victoria para Carlos VIII por el general francés La Trémoille en el sitio de Rennes.
Como Maximiliano dejó de asistir a su prometida, Rennes cayó en poder francés y Ana fue prometida finalmente a Carlos VIII el 15 de noviembre. La duquesa salió escoltada por su propio ejército para dar a entender que consentía en el enlace, en dirección a Langeais, donde arreglarían legalmente la situación de ambos esposos. El matrimonio de Ana con Maximiliano se anuló porque no había sido consumado. Carlos VIII, por su parte, tuvo que anular su compromiso con Margarita de Austria, hija de Maximiliano y María de Borgoña. Finalmente, la ceremonia de la boda se celebró en Langeais el 6 de diciembre de 1491.

## Segundo matrimonio con Carlos VIII de Francia

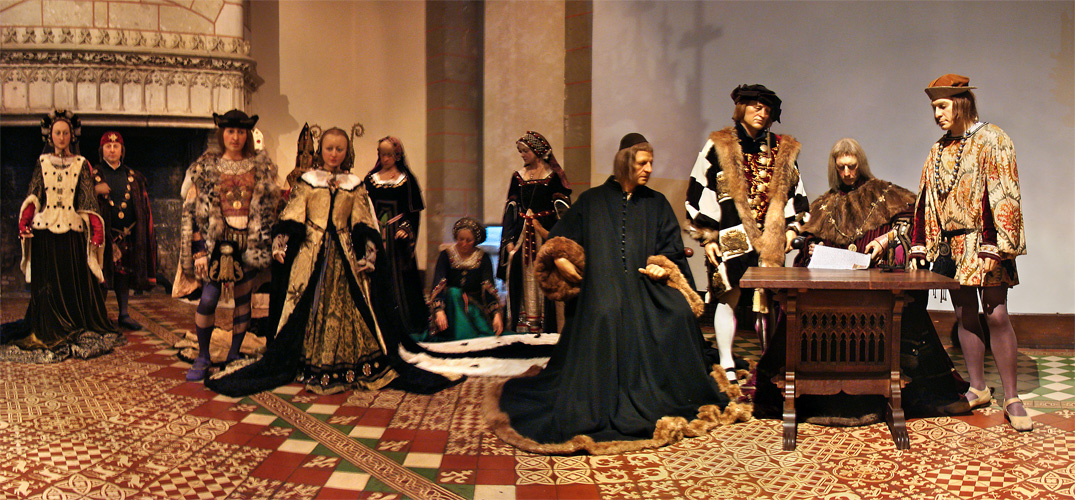
Boda de Ana de Bretaña con Carlos VIII en el castillo de Langeais el 6 de diciembre de 1491

Tras invadir Carlos VIII de Francia el ducado, Ana fue forzada a casarse con él firmando un pacto por el que, en caso de no tener descendencia, debía casarse con el siguiente heredero al trono francés. Carlos VIII estaba prometido con Margarita de Austria, pero los regentes rompieron el compromiso y lo prometieron a Ana, heredera del ducado. Si la Corona francesa renunciaba con ello al Franco Condado y al Artois, recibía Bretaña y quedaba así convertida en "un hermoso reino, donde ya no tenía que temer a nadie".
Ana se comprometió con Carlos VIII en la capilla de los jacobinos en Rennes. Después, escoltada por su ejército (al parecer para demostrar que había aceptado de buen grado el matrimonio), fue a Langeais a casarse. Aunque Austria hizo protestas diplomáticas, alegando que el matrimonio era ilegal porque la novia había sido secuestrada, ya que estaba legalmente casada con Maximiliano y que Carlos VIII estaba comprometido legalmente con Margarita de Austria, hija de Maximiliano.
El matrimonio, celebrado el 6 de diciembre de 1491, no gozó al principio de buenos auspicios, pero le permitió a Carlos VIII liberarse de la tutela familiar y asumir las riendas del reino. El 8 de febrero de 1492, Ana fue coronada reina de Francia y consagrada en Saint-Denis. La reina residiría en el Clos Lucé, que Carlos había adquirido para ella.
El segundo matrimonio de Ana empezó mal: ella trajo dos camas consigo cuando vino a casarse con Carlos, y el rey y la reina vivían a menudo separados. Ella fue ungida y coronada reina de Francia en Saint-Denis el 8 de febrero de 1492, su esposo le prohibió que usara el título de "duquesa de Bretaña", que se convirtió en una manzana de la discordia entre los dos. Cuando su esposo luchó en las guerras de Italia, la regencia la ejerció su hermana Ana de Beaujeu. Embarazada la mayor parte de su vida de casada, vivió principalmente en los castillos de Amboise, Loches y Plessis o en las ciudades de Lyon, Grenoble o Moulins (cuando el rey estaba en Italia). También se convirtió en reina de Sicilia y reina titular de Jerusalén con la conquista de Nápoles por Carlos VIII.
A su alrededor, había un famoso círculo de poetas de la corte, entre ellos el humanista italiano Publio Fausto Andrelini, originario de Forli, que difundieron los nuevos estudios renacentistas en Francia.
El matrimonio tuvo cuatro hijos. El rey murió en Amboise, en 1498, cuando solo tenía veintisiete años de edad, a causa de una apoplejía sufrida durante un partido de pelota por un golpe en la cabeza contra el dintel de una puerta. Habiendo muerto antes todos los hijos tenidos con Ana, el reino pasó a su primo Luis de Orleans, con quien ella se casó. 

### Descendencia
Ana y Carlos VIII tuvieron cuatro hijos, pero todos ellos murieron a temprana edad:
- Carlos Orlando de Valois (1492-1495), Delfín.
- Carlos de Valois (1496), Delfín.
- Francisco de Valois (1497-1498), Delfín.
- Ana de Valois (1498).

## Tercer matrimonio con Luis XII

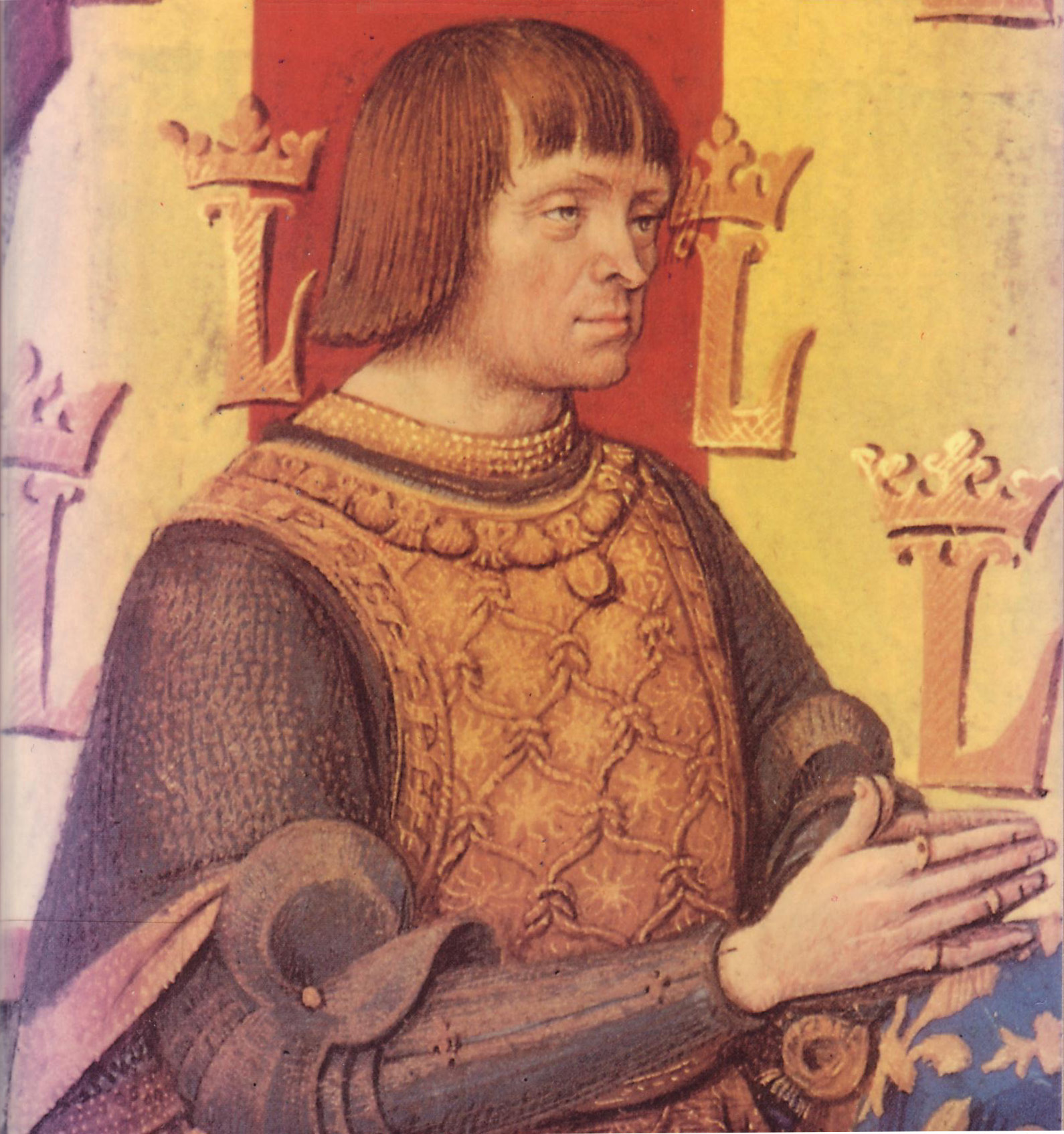
Luis XII de Francia, su tercer esposo

Tras la muerte de Carlos VIII el 7 de abril de 1498, Ana se casó con su sucesor Luis XII, garantizando así a los reyes franceses la anexión permanente de Bretaña. Carlos VIII de Francia era hermano de Juana de Francia, primera esposa de Luis XII de Francia. Luis XII solicitó la anulación de su boda con Juana de Francia al papa Alejandro VI para poder conseguir que la poderosa Bretaña continuase unida a Francia mediante el matrimonio con Ana. Se casó con Ana de Bretaña, viuda de su antecesor y primo. Hasta ese momento él era Luis de Orleans y se convirtió en rey bajo el nombre de Luis XII.
Cuando Carlos VIII murió en 1498, Ana tenía 21 años y ningún hijo. Legalmente, se vio obligada a casarse con el ahora nuevo rey, Luis XII, que tenía 36 años, pero que ya había estado casado con Juana, hija de Luis XI y hermana de Carlos VIII. El 19 de agosto de 1498, accedió en Étampes a casarse con Luis XII si obtenía la anulación de Juana en un año. Fue una apuesta que perdió: el primer matrimonio de Luis XII fue disuelto por el papa antes de finalizar el año.
En octubre de 1498, Ana regresó al gobierno de Bretaña. Restituyó al fiel Philippe de Montauban la Cancillería de Bretaña, nombró teniente general de la Bretaña a su heredero el príncipe de Orange (tras sus hijas), convocó a los Estados de Bretaña  y acuñó una moneda con su nombre. Aprovechó la oportunidad para visitar el ducado, recorriendo muchos lugares que nunca había podido visitar siendo niña. Hizo entradas triunfales en las ciudades del ducado, donde sus vasallos la recibieron con esplendor.
La ceremonia del tercer matrimonio de Ana tuvo lugar el 8 de enero de 1499 (vistiendo de blanco y sentando un precedente para futuras novias), se celebró bajo condiciones radicalmente diferentes de las de la segunda. Ya no era una niña, sino una reina viuda y estaba decidida a asegurar el reconocimiento de sus derechos como duquesa soberana de ahora en adelante. A pesar de que su nuevo marido ejercía los poderes de soberano de Bretaña, reconoció formalmente su derecho al título de duquesa de Bretaña y las decisiones tomadas en su nombre.
Antes de casarse con Luis XII firmaron un contrato en Nantes, que era mucho menos interesante para Francia que el de Langeais. La bretona se había aprovechado del amor de Luis XII, su actual esposo, quien la consideraba una bella joven, para recobrar las ventajas que había tenido que ceder a Carlos VIII después de la derrota de su padre.
Este nuevo contrato estipulaba:
- que Ana de Bretaña conservaría personalmente el gobierno del ducado;

- que si nacían hijos del matrimonio, el ducado sería para el segundo, varón o mujer, y que si los esposos solo tenían un heredero, al segundo hijo del mismo;

- que si la duquesa fallecía sin dar un hijo al rey Luis XII, este conservaría la Bretaña en vida, pero que después el ducado volvería a manos de los herederos directos de Ana.

Como duquesa, Ana defendió ferozmente la independencia de su ducado. Se arregló el matrimonio de su hija Claudia con Carlos de Luxemburgo en 1501 para reforzar la alianza franco-española y asegurar la victoria de Francia en las guerras de Italia. Sin embargo, Luis XII rompió el compromiso cuando se hizo probable que Ana no daría a luz a un heredero varón. En cambio, Luis arregló un matrimonio entre Claudia y el heredero al trono de Francia, Francisco de Angulema. Ana, decidida a mantener la independencia bretona, se negó hasta la muerte a sancionar ese matrimonio y, en su lugar, presionó para casarla con Carlos, o para que el ducado fuese heredado por su otra hija, Renata. El matrimonio de Claudia y Francisco se celebró finalmente un año después de la muerte de Ana.

### Descendencia
El matrimonio tuvo varios hijos, de los que solo sobrevivieron dos.
- Claudia de Francia (14 de octubre de 1499-20 de julio de 1524), se casó con Francisco I de Francia el 18 de mayo de 1514. Tuvieron siete hijos.
- Hijo sin nombre (1500-1500) nacido muerto.
- Hijo sin nombre (21 de enero de 1503).
- Aborto involuntario a finales de 1503.
- Aborto involuntario.
- Hijo sin nombre (21 de enero de 1508). Algunas fuentes dicen que se trataba de un aborto involuntario.
- Aborto involuntario, 1509.
- Renata de Francia (25 de octubre de 1510–12 de junio de 1574), se casó con Hércules II de Este en abril de 1528 y se convirtió en duquesa de Chartres. Tuvieron cinco hijos.
- Hijo sin nombre (21 de enero de 1512).

Luis XII también tuvo un hijo ilegítimo, Michel de Bucy, arzobispo de Bourges, en 1505, que murió en 1511 y fue enterrado en Bourges.

## Legado

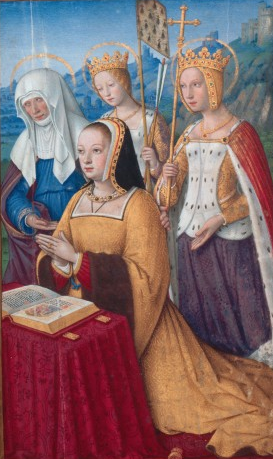
Ana en oración, miniatura de las Grandes horas de Ana de Bretaña

Jean Bourdichon creó para Ana un libro de horas, conocido como Grandes horas de Ana de Bretaña.

## Muerte

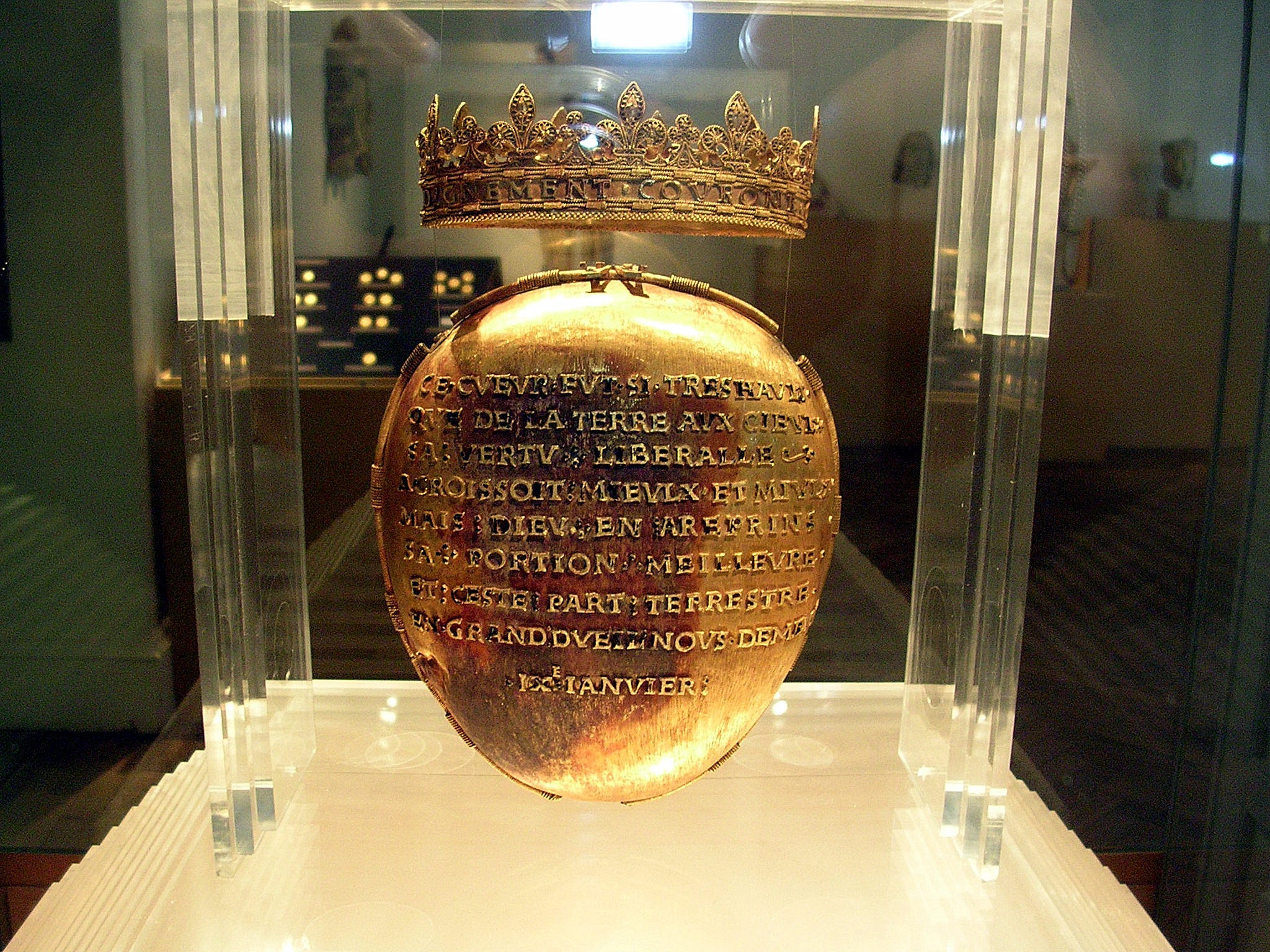
Relicario de Ana de Bretaña

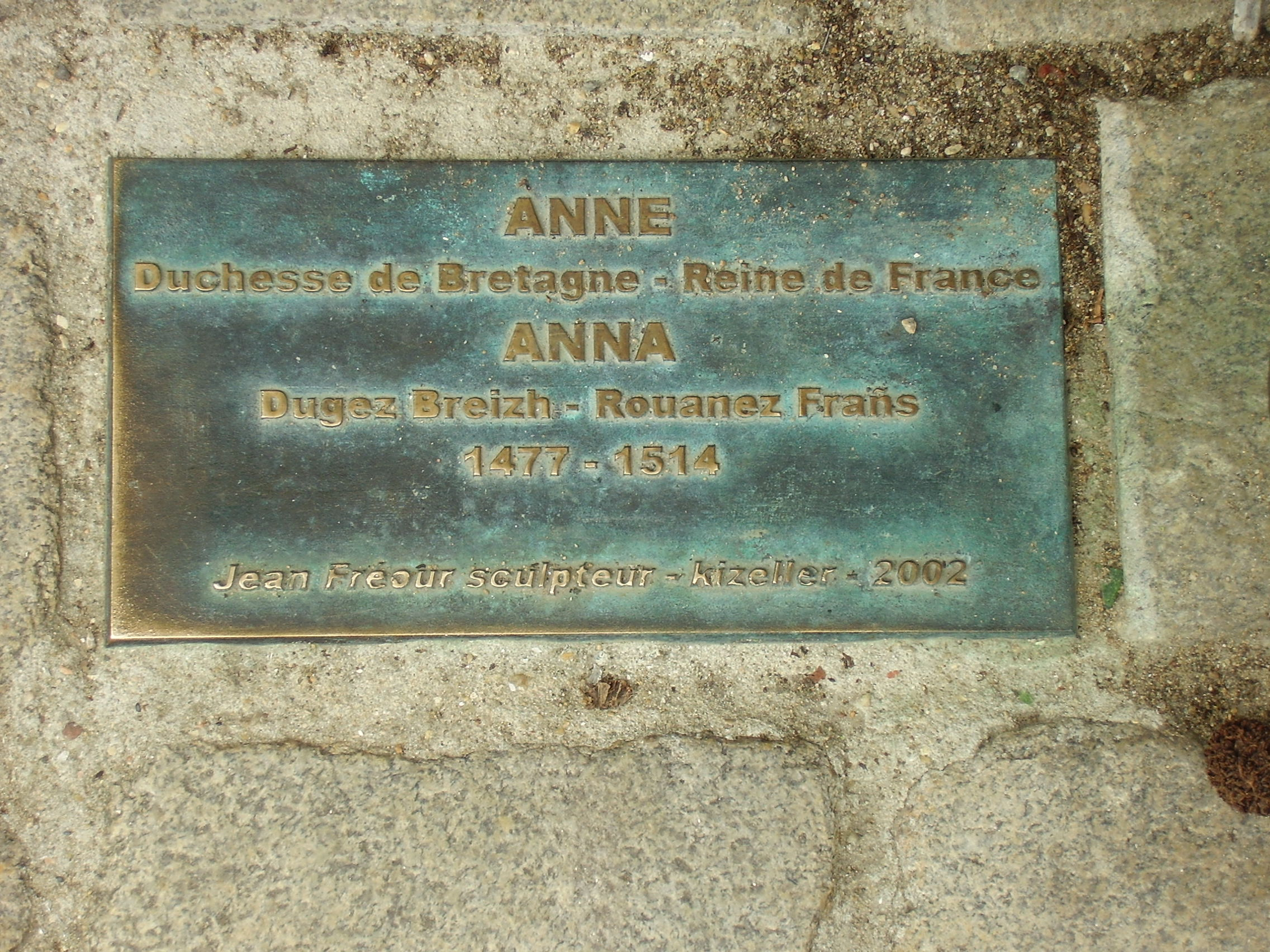
Placa

Ana no pudo sobrevivir al invierno de 1513-1514 y murió de un ataque de riñón y de piedra en el castillo de Blois a los 36 años y fue enterrada en la necrópolis de Saint Denis. Su funeral fue de excepcional longitud, con una duración de 40 días, e inspiró a todos los funerales futuros de la realeza francesa hasta el siglo XVIII. El réquiem de Ana fue compuesto probablemente por el famoso compositor Johannes Prioris.
De acuerdo a su voluntad, su corazón fue colocado en un relicario de esmalte fabricado en oro que luego se transportó a Nantes para ser depositado, el 19 de marzo de 1514, en la bóveda de los Carmelitas, en la tumba hecha por sus padres, después de ser trasladado a la catedral de Saint-Pierre. El relicario del corazón de Ana, duquesa de Bretaña, es un óvalo de caja bivalva, hecho de una lámina de oro repujado y guilloché, articulada por una bisagra, rodeada por un cordón de oro y rematada por una corona de lirios y trébol. Se inscribe como sigue:
| Sobre una de las caras exteriores: | Sobre la otra: |
| --- | --- |
| « En ce petit vaisseau De fin or pur et munde Repose ung plus grand cueur Que oncque dame eut au munde Anne fut le nom delle En France deux fois royne Duchesse des Bretons Royale et Souveraine. C M V XIII » | « Ce cueur fut si très hault Que de la terre aux cyeulx Sa vertu libérale Accroissoit mieulx Mais Dieu en a reprins Sa portion meilleure Et ceste terrestre En grand deuil nous demeur. » |
| En el revestimiento interior en esmalte blanco, hay grabado a un lado: | Y en el otro: |
| « O cueur caste et pudicque O juste et benoît cueur Cueur magnanime et franc De tout vice vainqueur. » | « Cueur digne entre tous De couronne céleste Ore est ton cler esprit Hord de paine et moleste. »                                                                                          |

Fue hecha por un orfebre anónimo de la corte de Blois, quizás por Jean Perréal. En 1792, por orden de la Convención Nacional, el relicario fue exhumado, vaciado, y se apoderaron de él como parte de una colección de metales preciosos pertenecientes a las iglesias, y enviado a Nantes para ser fundido. Sin embargo, se mantuvo en su lugar en la Biblioteca Nacional y fue devuelto a Nantes en 1819, donde estuvo en varios museos, y definitivamente en el Museo Dobrée desde el 18 de abril de 1896. El Museo Dobrée lo prestó al castillo de los duques de Bretaña en 2007, durante una exposición sobre Ana.
Ana también le otorga la sucesión de Bretaña a su segunda hija, Renata. Esto fue ignorado por su marido, quien confirmó a Claudia como duquesa y la casó con Francisco.

## Ascendencia
| \| \| \| \| \| \| \| \| \| \| \| \| \| \| \| \| \| \| \| \| 16. Juan IV de Bretaña \| \| \| \| \| \| \| \| \| \| \| \| \| \| \| \| \| \| \| \| \| \| \| \| \| \| \| \| \| \| \| \| \| \| \| \| \| \| \| \| \| \| \| \| \| \| \| \| \| \| \| \| \| \| 8. Juan V, duque de Bretaña \| \| \| \| \| \| \| \| \| \| \| \| \| \| \| \| \| \| \| \| \| \| \| \| \| \| \| \| \| \| \| \| \| \| \| \| \| \| \| \| \| \| \| \| \| \| \| \| \| \| \| \| \| \| 17. Juana de Flandes \| \| \| \| \| \| \| \| \| \| \| \| \| \| \| \| \| \| \| \| \| \| \| \| \| \| \| \| \| \| \| \| \| \| \| \| \| \| \| \| \| \| \| \| \| \| \| \| \| \| \| \| \| \| 4. Richard, Conde de Étampes \| \| \| \| \| \| \| \| \| \| \| \| \| \| \| \| \| \| \| \| \| \| \| \| \| \| \| \| \| \| \| \| \| \| \| \| \| \| \| \| \| \| \| \| \| \| \| \| \| \| \| \| \| \| 18. Carlos II de Navarra \| \| \| \| \| \| \| \| \| \| \| \| \| \| \| \| \| \| \| \| \| \| \| \| \| \| \| \| \| \| \| \| \| \| \| \| \| \| \| \| \| \| \| \| \| \| \| \| \| \| \| \| \| \| 9. Juana de Navarra \| \| \| \| \| \| \| \| \| \| \| \| \| \| \| \| \| \| \| \| \| \| \| \| \| \| \| \| \| \| \| \| \| \| \| \| \| \| \| \| \| \| \| \| \| \| \| \| \| \| \| \| \| \| 19. Juana de Francia \| \| \| \| \| \| \| \| \| \| \| \| \| \| \| \| \| \| \| \| \| \| \| \| \| \| \| \| \| \| \| \| \| \| \| \| \| \| \| \| \| \| \| \| \| \| \| \| \| \| \| \| \| \| 2. Francisco II, duque de Bretaña \| \| \| \| \| \| \| \| \| \| \| \| \| \| \| \| \| \| \| \| \| \| \| \| \| \| \| \| \| \| \| \| \| \| \| \| \| \| \| \| \| \| \| \| \| \| \| \| \| \| \| \| \| \| 20. Carlos V de Francia \| \| \| \| \| \| \| \| \| \| \| \| \| \| \| \| \| \| \| \| \| \| \| \| \| \| \| \| \| \| \| \| \| \| \| \| \| \| \| \| \| \| \| \| \| \| \| \| \| \| \| \| \| \| 10. Luis I, duque de Orléans \| \| \| \| \| \| \| \| \| \| \| \| \| \| \| \| \| \| \| \| \| \| \| \| \| \| \| \| \| \| \| \| \| \| \| \| \| \| \| \| \| \| \| \| \| \| \| \| \| \| \| \| \| \| 21. Juana de Borbón \| \| \| \| \| \| \| \| \| \| \| \| \| \| \| \| \| \| \| \| \| \| \| \| \| \| \| \| \| \| \| \| \| \| \| \| \| \| \| \| \| \| \| \| \| \| \| \| \| \| \| \| \| \| 5. Margarita, condesa de Vertus \| \| \| \| \| \| \| \| \| \| \| \| \| \| \| \| \| \| \| \| \| \| \| \| \| \| \| \| \| \| \| \| \| \| \| \| \| \| \| \| \| \| \| \| \| \| \| \| \| \| \| \| \| \| 22. Gian Galeazzo Visconti \| \| \| \| \| \| \| \| \| \| \| \| \| \| \| \| \| \| \| \| \| \| \| \| \| \| \| \| \| \| \| \| \| \| \| \| \| \| \| \| \| \| \| \| \| \| \| \| \| \| \| \| \| \| 11. Valentina Visconti, la condesa de Vertus \| \| \| \| \| \| \| \| \| \| \| \| \| \| \| \| \| \| \| \| \| \| \| \| \| \| \| \| \| \| \| \| \| \| \| \| \| \| \| \| \| \| \| \| \| \| \| \| \| \| \| \| \| \| 23. Isabel, condesa de Vertus \| \| \| \| \| \| \| \| \| \| \| \| \| \| \| \| \| \| \| \| \| \| \| \| \| \| \| \| \| \| \| \| \| \| \| \| \| \| \| \| \| \| \| \| \| \| \| \| \| \| \| \| \| \| 1. Ana de Bretaña \| \| \| \| \| \| \| \| \| \| \| \| \| \| \| \| \| \| \| \| \| \| \| \| \| \| \| \| \| \| \| \| \| \| \| \| \| \| \| \| \| \| \| \| \| \| \| \| \| \| \| \| \| \| 24. Arquimbaldo I de Grailly \| \| \| \| \| \| \| \| \| \| \| \| \| \| \| \| \| \| \| \| \| \| \| \| \| \| \| \| \| \| \| \| \| \| \| \| \| \| \| \| \| \| \| \| \| \| \| \| \| \| \| \| \| \| 12. Juan I, conde de Foix \| \| \| \| \| \| \| \| \| \| \| \| \| \| \| \| \| \| \| \| \| \| \| \| \| \| \| \| \| \| \| \| \| \| \| \| \| \| \| \| \| \| \| \| \| \| \| \| \| \| \| \| \| \| 25. Isabel, condesa de Foix \| \| \| \| \| \| \| \| \| \| \| \| \| \| \| \| \| \| \| \| \| \| \| \| \| \| \| \| \| \| \| \| \| \| \| \| \| \| \| \| \| \| \| \| \| \| \| \| \| \| \| \| \| \| 6. Gastón IV, conde de Foix \| \| \| \| \| \| \| \| \| \| \| \| \| \| \| \| \| \| \| \| \| \| \| \| \| \| \| \| \| \| \| \| \| \| \| \| \| \| \| \| \| \| \| \| \| \| \| \| \| \| \| \| \| \| 26. Carlos I de Albret \| \| \| \| \| \| \| \| \| \| \| \| \| \| \| \| \| \| \| \| \| \| \| \| \| \| \| \| \| \| \| \| \| \| \| \| \| \| \| \| \| \| \| \| \| \| \| \| \| \| \| \| \| \| 13. Juana de Albret \| \| \| \| \| \| \| \| \| \| \| \| \| \| \| \| \| \| \| \| \| \| \| \| \| \| \| \| \| \| \| \| \| \| \| \| \| \| \| \| \| \| \| \| \| \| \| \| \| \| \| \| \| \| 27. Marie de Sully \| \| \| \| \| \| \| \| \| \| \| \| \| \| \| \| \| \| \| \| \| \| \| \| \| \| \| \| \| \| \| \| \| \| \| \| \| \| \| \| \| \| \| \| \| \| \| \| \| \| \| \| \| \| 3. Margarita de Foix \| \| \| \| \| \| \| \| \| \| \| \| \| \| \| \| \| \| \| \| \| \| \| \| \| \| \| \| \| \| \| \| \| \| \| \| \| \| \| \| \| \| \| \| \| \| \| \| \| \| \| \| \| \| 28. Fernando I de Aragón \| \| \| \| \| \| \| \| \| \| \| \| \| \| \| \| \| \| \| \| \| \| \| \| \| \| \| \| \| \| \| \| \| \| \| \| \| \| \| \| \| \| \| \| \| \| \| \| \| \| \| \| \| \| 14. Juan II de Aragón \| \| \| \| \| \| \| \| \| \| \| \| \| \| \| \| \| \| \| \| \| \| \| \| \| \| \| \| \| \| \| \| \| \| \| \| \| \| \| \| \| \| \| \| \| \| \| \| \| \| \| \| \| \| 29. Leonor de Alburquerque \| \| \| \| \| \| \| \| \| \| \| \| \| \| \| \| \| \| \| \| \| \| \| \| \| \| \| \| \| \| \| \| \| \| \| \| \| \| \| \| \| \| \| \| \| \| \| \| \| \| \| \| \| \| 7. Leonor de Navarra \| \| \| \| \| \| \| \| \| \| \| \| \| \| \| \| \| \| \| \| \| \| \| \| \| \| \| \| \| \| \| \| \| \| \| \| \| \| \| \| \| \| \| \| \| \| \| \| \| \| \| \| \| \| 30. Carlos III de Navarra \| \| \| \| \| \| \| \| \| \| \| \| \| \| \| \| \| \| \| \| \| \| \| \| \| \| \| \| \| \| \| \| \| \| \| \| \| \| \| \| \| \| \| \| \| \| \| \| \| \| \| \| \| \| 15. Blanca I de Navarra \| \| \| \| \| \| \| \| \| \| \| \| \| \| \| \| \| \| \| \| \| \| \| \| \| \| \| \| \| \| \| \| \| \| \| \| \| \| \| \| \| \| \| \| \| \| \| \| \| \| \| \| \| \| 31. Leonor de Trastámara \| \| \| \| \| \| \| \| \| \| \| \| \| \| \| \| \| \| \| \| \| \| \| \| \| \| \| \| \| \| \| \| \| \| \| \| \| \| \| \| \| \| \| \| \| \| \| \| \| \| \| \| |                                              |  |  |  |  |  |  |  |  |  |  |  |  |  |  |  |
| |                                              |  |  |  |  |  |  |  |  |  |  |  |  |  |  |  |
| | 16. Juan IV de Bretaña                       |  |  |  |  |  |  |  |  |  |  |  |  |  |  |  |
| |                                              |  |  |  |  |  |  |  |  |  |  |  |  |  |  |  |
| |                                              |  |  |  |  |  |  |  |  |  |  |  |  |  |  |  |
| | 8. Juan V, duque de Bretaña                  |  |  |  |  |  |  |  |  |  |  |  |  |  |  |  |
| |                                              |  |  |  |  |  |  |  |  |  |  |  |  |  |  |  |
| |                                              |  |  |  |  |  |  |  |  |  |  |  |  |  |  |  |
| | 17. Juana de Flandes                         |  |  |  |  |  |  |  |  |  |  |  |  |  |  |  |
| |                                              |  |  |  |  |  |  |  |  |  |  |  |  |  |  |  |
| |                                              |  |  |  |  |  |  |  |  |  |  |  |  |  |  |  |
| | 4. Richard, Conde de Étampes                 |  |  |  |  |  |  |  |  |  |  |  |  |  |  |  |
| |                                              |  |  |  |  |  |  |  |  |  |  |  |  |  |  |  |
| |                                              |  |  |  |  |  |  |  |  |  |  |  |  |  |  |  |
| | 18. Carlos II de Navarra                     |  |  |  |  |  |  |  |  |  |  |  |  |  |  |  |
| |                                              |  |  |  |  |  |  |  |  |  |  |  |  |  |  |  |
| |                                              |  |  |  |  |  |  |  |  |  |  |  |  |  |  |  |
| | 9. Juana de Navarra                          |  |  |  |  |  |  |  |  |  |  |  |  |  |  |  |
| |                                              |  |  |  |  |  |  |  |  |  |  |  |  |  |  |  |
| |                                              |  |  |  |  |  |  |  |  |  |  |  |  |  |  |  |
| | 19. Juana de Francia                         |  |  |  |  |  |  |  |  |  |  |  |  |  |  |  |
| |                                              |  |  |  |  |  |  |  |  |  |  |  |  |  |  |  |
| |                                              |  |  |  |  |  |  |  |  |  |  |  |  |  |  |  |
| | 2. Francisco II, duque de Bretaña            |  |  |  |  |  |  |  |  |  |  |  |  |  |  |  |
| |                                              |  |  |  |  |  |  |  |  |  |  |  |  |  |  |  |
| |                                              |  |  |  |  |  |  |  |  |  |  |  |  |  |  |  |
| | 20. Carlos V de Francia                      |  |  |  |  |  |  |  |  |  |  |  |  |  |  |  |
| |                                              |  |  |  |  |  |  |  |  |  |  |  |  |  |  |  |
| |                                              |  |  |  |  |  |  |  |  |  |  |  |  |  |  |  |
| | 10. Luis I, duque de Orléans                 |  |  |  |  |  |  |  |  |  |  |  |  |  |  |  |
| |                                              |  |  |  |  |  |  |  |  |  |  |  |  |  |  |  |
| |                                              |  |  |  |  |  |  |  |  |  |  |  |  |  |  |  |
| | 21. Juana de Borbón                          |  |  |  |  |  |  |  |  |  |  |  |  |  |  |  |
| |                                              |  |  |  |  |  |  |  |  |  |  |  |  |  |  |  |
| |                                              |  |  |  |  |  |  |  |  |  |  |  |  |  |  |  |
| | 5. Margarita, condesa de Vertus              |  |  |  |  |  |  |  |  |  |  |  |  |  |  |  |
| |                                              |  |  |  |  |  |  |  |  |  |  |  |  |  |  |  |
| |                                              |  |  |  |  |  |  |  |  |  |  |  |  |  |  |  |
| | 22. Gian Galeazzo Visconti                   |  |  |  |  |  |  |  |  |  |  |  |  |  |  |  |
| |                                              |  |  |  |  |  |  |  |  |  |  |  |  |  |  |  |
| |                                              |  |  |  |  |  |  |  |  |  |  |  |  |  |  |  |
| | 11. Valentina Visconti, la condesa de Vertus |  |  |  |  |  |  |  |  |  |  |  |  |  |  |  |
| |                                              |  |  |  |  |  |  |  |  |  |  |  |  |  |  |  |
| |                                              |  |  |  |  |  |  |  |  |  |  |  |  |  |  |  |
| | 23. Isabel, condesa de Vertus                |  |  |  |  |  |  |  |  |  |  |  |  |  |  |  |
| |                                              |  |  |  |  |  |  |  |  |  |  |  |  |  |  |  |
| |                                              |  |  |  |  |  |  |  |  |  |  |  |  |  |  |  |
| | 1. Ana de Bretaña                            |  |  |  |  |  |  |  |  |  |  |  |  |  |  |  |
| |                                              |  |  |  |  |  |  |  |  |  |  |  |  |  |  |  |
| |                                              |  |  |  |  |  |  |  |  |  |  |  |  |  |  |  |
| | 24. Arquimbaldo I de Grailly                 |  |  |  |  |  |  |  |  |  |  |  |  |  |  |  |
| |                                              |  |  |  |  |  |  |  |  |  |  |  |  |  |  |  |
| |                                              |  |  |  |  |  |  |  |  |  |  |  |  |  |  |  |
| | 12. Juan I, conde de Foix                    |  |  |  |  |  |  |  |  |  |  |  |  |  |  |  |
| |                                              |  |  |  |  |  |  |  |  |  |  |  |  |  |  |  |
| |                                              |  |  |  |  |  |  |  |  |  |  |  |  |  |  |  |
| | 25. Isabel, condesa de Foix                  |  |  |  |  |  |  |  |  |  |  |  |  |  |  |  |
| |                                              |  |  |  |  |  |  |  |  |  |  |  |  |  |  |  |
| |                                              |  |  |  |  |  |  |  |  |  |  |  |  |  |  |  |
| | 6. Gastón IV, conde de Foix                  |  |  |  |  |  |  |  |  |  |  |  |  |  |  |  |
| |                                              |  |  |  |  |  |  |  |  |  |  |  |  |  |  |  |
| |                                              |  |  |  |  |  |  |  |  |  |  |  |  |  |  |  |
| | 26. Carlos I de Albret                       |  |  |  |  |  |  |  |  |  |  |  |  |  |  |  |
| |                                              |  |  |  |  |  |  |  |  |  |  |  |  |  |  |  |
| |                                              |  |  |  |  |  |  |  |  |  |  |  |  |  |  |  |
| | 13. Juana de Albret                          |  |  |  |  |  |  |  |  |  |  |  |  |  |  |  |
| |                                              |  |  |  |  |  |  |  |  |  |  |  |  |  |  |  |
| |                                              |  |  |  |  |  |  |  |  |  |  |  |  |  |  |  |
| | 27. Marie de Sully                           |  |  |  |  |  |  |  |  |  |  |  |  |  |  |  |
| |                                              |  |  |  |  |  |  |  |  |  |  |  |  |  |  |  |
| |                                              |  |  |  |  |  |  |  |  |  |  |  |  |  |  |  |
| | 3. Margarita de Foix                         |  |  |  |  |  |  |  |  |  |  |  |  |  |  |  |
| |                                              |  |  |  |  |  |  |  |  |  |  |  |  |  |  |  |
| |                                              |  |  |  |  |  |  |  |  |  |  |  |  |  |  |  |
| | 28. Fernando I de Aragón                     |  |  |  |  |  |  |  |  |  |  |  |  |  |  |  |
| |                                              |  |  |  |  |  |  |  |  |  |  |  |  |  |  |  |
| |                                              |  |  |  |  |  |  |  |  |  |  |  |  |  |  |  |
| | 14. Juan II de Aragón                        |  |  |  |  |  |  |  |  |  |  |  |  |  |  |  |
| |                                              |  |  |  |  |  |  |  |  |  |  |  |  |  |  |  |
| |                                              |  |  |  |  |  |  |  |  |  |  |  |  |  |  |  |
| | 29. Leonor de Alburquerque                   |  |  |  |  |  |  |  |  |  |  |  |  |  |  |  |
| |                                              |  |  |  |  |  |  |  |  |  |  |  |  |  |  |  |
| |                                              |  |  |  |  |  |  |  |  |  |  |  |  |  |  |  |
| | 7. Leonor de Navarra                         |  |  |  |  |  |  |  |  |  |  |  |  |  |  |  |
| |                                              |  |  |  |  |  |  |  |  |  |  |  |  |  |  |  |
| |                                              |  |  |  |  |  |  |  |  |  |  |  |  |  |  |  |
| | 30. Carlos III de Navarra                    |  |  |  |  |  |  |  |  |  |  |  |  |  |  |  |
| |                                              |  |  |  |  |  |  |  |  |  |  |  |  |  |  |  |
| |                                              |  |  |  |  |  |  |  |  |  |  |  |  |  |  |  |
| | 15. Blanca I de Navarra                      |  |  |  |  |  |  |  |  |  |  |  |  |  |  |  |
| |                                              |  |  |  |  |  |  |  |  |  |  |  |  |  |  |  |
| |                                              |  |  |  |  |  |  |  |  |  |  |  |  |  |  |  |
| | 31. Leonor de Trastámara                     |  |  |  |  |  |  |  |  |  |  |  |  |  |  |  |
| |                                              |  |  |  |  |  |  |  |  |  |  |  |  |  |  |  |
| |                                              |  |  |  |  |  |  |  |  |  |  |  |  |  |  |  |

| Predecesora: Carlota de Saboya | Reina consorte de Francia (1491-1498) | Sucesora: Juana de Valois   |
| Predecesora: Juana de Valois   | Reina consorte de Francia (1499-1514) | Sucesora: María Tudor       |
| Predecesor: Francisco II       | Duquesa de Bretaña (1488-1514)        | Sucesora: Claudia de Valois |

| Predecesora: Isabel del Balzo | Reina consorte de Nápoles 1501 - 1504 | Sucesora: Isabel de Castilla |